# Jesse L. Beauchamp
Jesse Lee Beauchamp (* 3. November 1942 in Glendale (Kalifornien)) ist ein US-amerikanischer Physikochemiker.
Beauchamp studierte am  Caltech mit dem Bachelor-Abschluss 1964 und wurde 1967 bei John D. Baldeschwieler an der Harvard University in Chemie promoviert. 1967 wurde er Noyes Instructor am Caltech, 1969 Assistant Professor und 1974 Professor für Chemie.
Er befasste sich mit verschiedenen Anwendungen von Massenspektrometrie (und zugehöriger Geräteentwicklung), auch für die Entdeckung von Sprengstoff in Flugzeugen. Zu seinen Forschungsfeldern gehört Chemie von Ionen in Gasphase, Anwendungen der Ion-Zyklotronresonanz-Spektroskopie in der Chemie, Bestimmung biomolekularer Strukturen, Struktur, Eigenschaft und Reaktionen organischer Ionen, chemische Bilder von Oberflächen. 2015 gibt er als Forschungsfelder seiner Gruppe an: Reaktionen in der Cluster-Phase, Sequenzierung von Biomolekülen und deren Posttranslationale Modifikation und Reaktionen an der Grenzfläche von Luft zu Flüssigkeiten.
1999 erhielt er den Peter Debye Award. Er ist Fellow der American Association for the Advancement of Science und der National Academy of Sciences. 1968 bis 1970 war er Sloan Research Fellow und 1976/77 Guggenheim Fellow. 1978 erhielt er den American Chemical Society Award in Pure Chemistry und 2003 den Fank H. Field and Joe L. Franklin Award for Outstanding Achievment in Mass Spectrometry.
Er war in verschiedenen Wissenschaftskomitees, so ab 1996 im Komitee für Sicherheit (Safety and Security) des US-Präsidenten und 1993 bis 1997 Chairman des Komitees für Flugsicherheit.
Er ist seit 1982 verheiratet und hat fünf Kinder.